# Hromada, Liubar
Hromada (în ucraineană Громадська сільська рада) este o comună în raionul Liubar, regiunea Jîtomîr, Ucraina, formată numai din satul de reședință.

## Demografie
Componența lingvistică a comunei Hromada
     Ucraineană (98,8%)
     Alte limbi (1,2%)
Conform recensământului din 2001, majoritatea populației comunei Hromada era vorbitoare de ucraineană (98,8%), existând în minoritate și vorbitori de alte limbi.